# José Antonio Hermida
José Antonio Hermida (né le 24 août 1978 à Puigcerdà) est un coureur cycliste espagnol, spécialiste de vélo tout terrain (VTT) et en particulier de l'épreuve de cross-country.

## Biographie
Il a été sacré champion du monde 2010 à Mont Sainte-Anne (Canada - Québec) après avoir déjà remporté le titre junior en 1996 et celui des moins de 23 ans en 2000. Il a remporté la médaille d'argent aux jeux Olympiques de 2004 à Athènes, en Grèce après avoir échoué à la quatrième place quatre ans auparavant.
Il a par ailleurs été trois fois champion du monde de relais par équipes (mixte) en 1999, 2000 et 2005.

## Palmarès en VTT

### Jeux olympiques
- 2004
  -  Médaille d'argent aux Jeux olympiques de 2004 à Athènes en cross-country

### Championnats du monde
- Cross-country juniors
  -  Champion du monde en 1996

- Cross-country espoirs
  -  Champion du monde en 2000

- Cross-country élites
  -  Champion du monde en 2010
  -  Médaillé de bronze en 2005 et 2013

### Coupe du monde
- Coupe du monde de cross-country
  - 2e en 2001 (1 manche)
  - 4e en 2004
  - 2e en 2005 (1 manche)
  - 3e en 2006
  - 2e en 2007 (1 manche)
  - 3e en 2008
  - 2e en 2009 (2 manches)
  - 5e en 2010 (1 manche)
  - 4e en 2011
  - 5e en 2012
  - 10e en 2013
  - 7e en 2014
  - 12e en 2015

### Championnats d'Europe
- Champion d'Europe de cross-country : 2002, 2004 et 2007
- Médaillé d'argent en 2001 et 2009

### Championnats d'Espagne
- Champion d'Espagne de cross-country espoirs (3) : 1998, 1999 et 2000
- Champion d'Espagne de cross-country (8) : 2001, 2002, 2004, 2007, 2009, 2011, 2013 et 2014

## Palmarès en cyclo-cross
- Champion d'Espagne de cyclo-cross : 2007 et 2008

- Ciclocross International Ciudad de Valencia, Valence : 2011